# Filosofia da matemática
Filosofia da matemática é o ramo da filosofia que investiga os fenômenos da matemática. Portanto, o campo de estudo que analisa os fundamentos, estatutos e consequências das estruturas matemáticas, através das perspectivas da metafísica, da epistemologia, da lógica, da filosofia da linguagem e de demais áreas da filosofia. O objetivo da filosofia da matemática é fornecer um relato da natureza e metodologia da matemática e entender o lugar da matemática na vida das pessoas. A natureza lógica e estrutural da própria matemática torna este estudo amplo e único entre seus homólogos filosóficos.

## Questões
Algumas questões da filosofia da matemática:
- Qual a origem dos objetos matemáticos?[1]
- Qual o relacionamento entre lógica e matemática?[2]
- Qual a influência da experiência sobre as abstrações matemáticas?[3]
- Como definir o conceito de beleza e elegância que matemáticos associam às demonstrações?[4]
- Que raciocínios matemáticos podem ser considerados pensamentos sintéticos a priori, no contexto da filosofia kantiana?[5]

## Correntes

### Platonismo
O Platonismo Matemático é uma corrente realista, que defende que os objetos matemáticos são entidades abstratas não presentes no espaço e nem no tempo, portanto também entidades não-causais, não-mentais e não-físicas.
Devido à negação da presença espaço-temporal das entidades matemáticos, este pensamento cria diversas questões epistemológicas, ou seja, questões a cerca da possibilidade de conhecimento destas entidades, já que se os objetos matemáticos não são conhecíveis através da experiência, que se dá através do espaço e do tempo. É importante ressaltar que as divisões desta corrente se dão acerca das respostas a estas questões.
Gottlob Frege dá um dos mais importantes argumentos pró-platonismo.

Ilustração de argumento usado por Sócrates para demonstrar a natureza filosófica da matemática

#### Clássico
A versão clássica do platonismo matemático leva como pressupostos aceitar que o universo é dividido em dois planos, o sensível, da matéria, e o inteligível, das entidades abstratas, e aceitar alguma forma de inatismo, que é a crença de que existem conhecimentos que vem antes do nascimento, pois assim são justificadas parte das questões epistemológicas abertas. Em outras palavras, neste ponto de vista, os objetos matemáticos não são experimentados, pois estão em um outro plano de existência, mas sim lembrados. Entretanto o platonismo matemático clássico não descreve, em si, como conseguimos ver os números das coisas, isto varia dependendo da visão cosmológica do filósofo em questão.

### Logicismo
É uma corrente que defende que toda a matemática é redutível para a lógica. Um dos seus grandes marcos é a criação da Principia Mathematica por Russell e Whitehead.
Tem a necessidade de provar que a matemática é analítica, posição criticada por Kant.

### Intuicionismo
Corrente mais preocupada com a epistemologia da matemática, afirma que existem afirmações que não são nem verdadeiras, nem falsas.

### Formalismo
Corrente que acredita que a matemática é tem forma linguística autorreferencial, portanto a matemática é uma ficção formada por tautologias sem sentido algum.

### Nominalismo
Corrente que acredita que a matemática não faz sentido algum, pois ela não tem referências materiais.

### Ficcionalismo
Corrente que acredita que a matemática é uma ficção.

### Construtivismo
Corrente que acredita que a matemática é uma construção mental.